# Jean de Laval-Châteaubriant

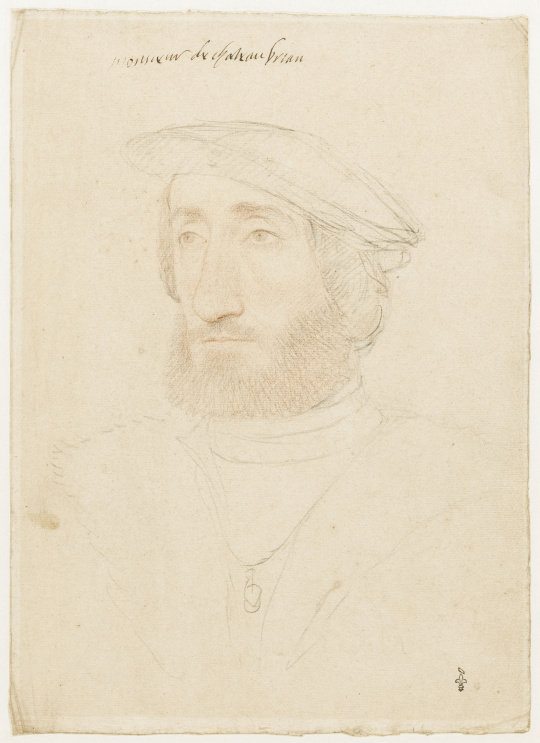
Jean de Laval, Porträt von Jean Clouet, um 1530, Musée Condé

Jean de Laval-Châteaubriant (* Januar 1486; † 11. Februar 1543 (n. St.)) war ein bretonischer Adliger aus dem Haus Montfort-Laval; er war Herr von Gavere, ab 1521 Seigneur de Dinan und ab 1531 Lieutenant-général und Gouverneur von Bretagne. Darüber hinaus ist er vor allem als Ehemann der königlichen Mätresse Françoise de Foix bekannt.

## Leben
Jean de Laval ist ein Sohn von François de Laval, Seigneur de Montafilant, und Françoise de Rieux, Dame de Malestroit. Seine Großeltern väterlicherseits waren Guy XIV. de Laval und Françoise de Dinan. Er war der Neffe von Guy XV. de Laval und der Vetter von Guy XVI. de Laval.
Am 4. September 1505 heiratete er in Morlaix per Ehevertrag Françoise de Foix, die minderjährige Tochter von Jean de Foix Vicomte de Lautrec (Haus Grailly) und Jeanne d’Aydie-Comminges, der Tochter Odet d’Aydies; Jeanne war die Schwester von Odet de Foix, dem Freund des Königs Franz I.
Am 19. März 1508 wurde in der Kirche Saint-Jean-de-Béré in Châteaubriant die einzige Tochter getauft, Anne, die am 12. April 1521 starb und in Châteaubriant bestattet wurde; die Tochter gilt als ehelich, obwohl bei ihr „Vater unbekannt“ (pater ignotus) eingetragen ist.
1515 verkaufte er Gavere an Jacques II. de Luxembourg, Seigneur de Fiennes
1516 wurde Jean de Laval an den königlichen Hof des Königs gerufen. Um 1518 wurde Françoise de Foix die Mätresse („Favoritin“) des Königs Franz I., die Verbindung dauerte bis etwa 1528; nach seiner Rückkehr von der Schlacht von Pavia (1525) und der anschließenden Gefangenschaft (1526) wandte sich Franz I. Anne de Pisseleu zu, Françoise de Foix zog sich auf die Lehen ihres Mannes in der Bretagne zurück. Sie starb am 16. Oktober 1537 in Châteaubriant und wurde hier auch bestattet.
1531 war Guy XVI. de Laval gestorben, sein Sohn und Erbe Claude (Guy XVII. de Laval) war damals erst neun Jahre alt und Waise, da seine Mutter bereits seit 1525 tot war. Jean de Laval als Guys Vetter und Anne de Montmorency als Guys Schwager wurden seine Vormünder – und beide kamen überein, ihr Mündel mit Claude de Foix zu verheiraten, Tochter des 1528 verstorbenen Marschalls Odet de Foix, die ebenfalls unter Jeans Vormundschaft stand (er war ihr angeheirateter Onkel) und eine der reichsten Erbinnen Frankreichs wurde. Der Ehevertrag wurde am 22. Oktober 1535 geschlossen.
Jean de Laval wurde als Nachfolger seines Vetters zum Lieutenant-général und Gouverneur von Bretagne. In diesem Amt bekam er Schwierigkeiten, die Verwendung der beträchtlichen Beträge zu belegen, die ihm für die Durchführung großer öffentlicher Arbeiten in seiner Provinz zugewiesen worden waren. Nach den Memoiren des Maréchal de Vieivillle entdeckte Anne de Montmorency bei einer Inspektionsreise in die Bretagne die Unregelmäßigkeiten und sorgte sofort für Furore. Jean de Laval reagierte bereits am nächsten Tag: er gab Montmorency ein Dokument, durch das er ihn zu seinem Erben erklärte – woraufhin Montmorency dem König berichtete, dass er in der Bretagne seine Zeit verschwendet habe, dass es keine besser verwaltete Provinz gebe, und dass man dem Gouverneur für all das Geld, das er erhalten habe, Entlastung erteilen könne.
Jean de Laval starb am 11. Februar 1543. Châteaubriant erbte der Connétable Anne de Montmorency, unter Übergehung des eigentlichen Erben, seines Vetters Guy XVII. de Laval.

## Memoiren
1868 wurden in Genf Mémoires de messire Jean de Laval, comte de Châteaubriant, écrits par lui-même, en 1538, et publiés pour la première fois, avec un avant-propos, veröffentlicht, bei denen es sich aber – anders als im Titel angegeben – um ein Werk des Schriftstellers Paul Lacroix (1806–1884) handelt.